# Мештерой
Мештерой — покинутое село в Галанчожском районе Чеченской Республики.

## География
Расположено на левом берегу реки Бара, к юго-востоку от районного центра Галанчож.
Ближайшие развалины бывших аулов: на севере аул — Узны, на северо-западе — аулы Гимрой, на юго-востоке — аул Геши, на северо-востоке — аул Бурты.

## История
Аул Мештерой был ликвидирован в 1944 году во время депортации чеченцев. После восстановления ЧИ АССР чеченцам было запрещено возвращаться в свои исконные районы: Галанчожский, Шатойский и Итум-Калинский.